# C. J. Gardner-Johnson
Chauncey „C. J.“ Gardner-Johnson (* 20. Dezember 1997 in Cocoa, Florida als Chauncey Gardner) ist ein US-amerikanischer American-Football-Spieler in der National Football League (NFL). Er spielt für die Houston Texans als Safety, zuvor stand er auch bei den New Orleans Saints, den Detroit Lions und den Philadelphia Eagles unter Vertrag. Mit den Eagles gewann Gardner-Johnson den Super Bowl LIX.

## College
Gardner-Johnson, eigentlich nur Gardner – den Namenszusatz Johnson legte er sich erst während des Colleges zu und ließ ihn erstmals 2018 auf sein Dress drucken, um so seinen Stiefvater, der ihn groß gezogen hatte, zu ehren – besuchte die University of Florida und spielte für deren Mannschaft, die Gators, erfolgreich College Football, wobei er zwischen 2016 und 2018 insgesamt 161 Tackles setzen und 12 Pässe verhindern konnte. Außerdem gelangen ihm neun Interceptions sowie drei Touchdowns.

## NFL
Gardner-Johnson wurde beim NFL Draft 2019 in der vierten Runde als insgesamt 105. von den New Orleans Saints ausgewählt. Um ihn überhaupt auswählen zu können, war ein Tausch mit den New York Jets notwendig. Die Saints mussten ihren Viert- und Fünftrundenpick aufwenden, um vorrücken zu können. Er erhielt einen Vierjahresvertrag über 3,3 Millionen US-Dollar. Gardner-Johnson konnte sich sofort als Profi etablieren und kam in seiner Rookie-Saison in allen 16 Partien zum Einsatz, siebenmal sogar als Starter, und auch in den Special Teams wurde er aufgeboten.
Für seine konstant guten Leistungen wurde er von der Pro Football Writers Association in das All-Rookie Team 2019 gewählt.

Anfang August 2020 gab er via Instagram bekannt seinen Namen zu ändern und sich zukünftig Ceedy Duce zu nennen. Aktuell (Stand: 2024) wird er von der NFL aber nach wie vor als C. J. Gardner-Johnson geführt.
Infolge gescheiterter Verhandlungen der Saints mit Gardner-Johnson über eine Vertragsverlängerung gaben sie ihn am 30. August 2022 zusammen mit einem Siebtrundenpick 2025 im Austausch gegen einen Fünftrundenpick 2023 und einen Sechstrundenpick 2024 an die Philadelphia Eagles ab. Bei den Eagles bestritt er zwölf Spiele der Regular Season als Starter, fünf Partien verpasste er wegen einer Nierenverletzung. Mit sechs Interceptions verzeichnete Gardner-Johnson in dieser Saison den geteilten Höchstwert der Liga. Er zog mit Philadelphia in den Super Bowl LVII ein, der mit 35:38 gegen die Kansas City Chiefs verloren ging.
Am 20. März 2023 unterschrieb Gardner-Johnson einen Einjahresvertrag im Wert von 8 Millionen US-Dollar bei den Detroit Lions. Wegen einer Brustmuskelverletzung, die er sich am zweiten Spieltag zuzog, kam er nur in drei Spielen der Regular Season sowie in den Play-offs für die Lions zum Einsatz.
Im März 2024 kehrte Gardner-Johnson zu den Eagles zurück und einigte sich mit ihnen auf einen Dreijahresvertrag über bis zu 33 Millionen US-Dollar. Mit den Eagles konnte er mit 14 Siegen bei drei Niederlage die NFC East gewinnen und somit in die Playoffs einziehen. Nach den Play-off-Siegen gegen die Green Bay Packers (22:10), Los Angeles Rams (28:22) und Washington Commanders (55:23) trafen sie im Super Bowl LIX im Caesars Superdome auf die Kansas City Chiefs, welche mit 40:22 besiegt wurden.
Im März 2025 gaben die Eagles Gardner-Johnson zusammen mit einem Sechstrundenpick 2026 im Austausch gegen Guard Kenyon Green und einen Fünftrundenpick 2026 an die Houston Texans ab.